# 圣伊莱尔-屈松-拉瓦尔米特
圣伊莱尔-屈松-拉瓦尔米特（法語：Saint-Hilaire-Cusson-la-Valmitte，法語發音：[sɛ̃.t‿ilɛʁ kysɔ̃ la valmit]）是法国卢瓦尔省的一个市镇，位于该省西南部，属于蒙布里松区。该市镇由圣伊莱尔（Saint-Hilaire）、屈松（Cusson）、拉瓦尔米特（La Valmitte）等村庄组成。

## 地理
圣伊莱尔-屈松-拉瓦尔米特（45°22'7"N, 4°2'31"E）面积18.31 平方千米，位于法国奥弗涅-罗讷-阿尔卑斯大区卢瓦尔省，该省份为法国中南部省份，北起顺时针与索恩-卢瓦尔省、罗讷省、伊泽尔省、阿尔代什省、上盧瓦爾省、多姆山省和阿列省接壤。
与圣伊莱尔-屈松-拉瓦尔米特接壤的市镇（或旧市镇、城区）包括：巴斯昂巴塞、瓦尔普里瓦、梅尔勒-莱涅克、罗济耶科特多雷克、圣尼济耶德福尔纳。

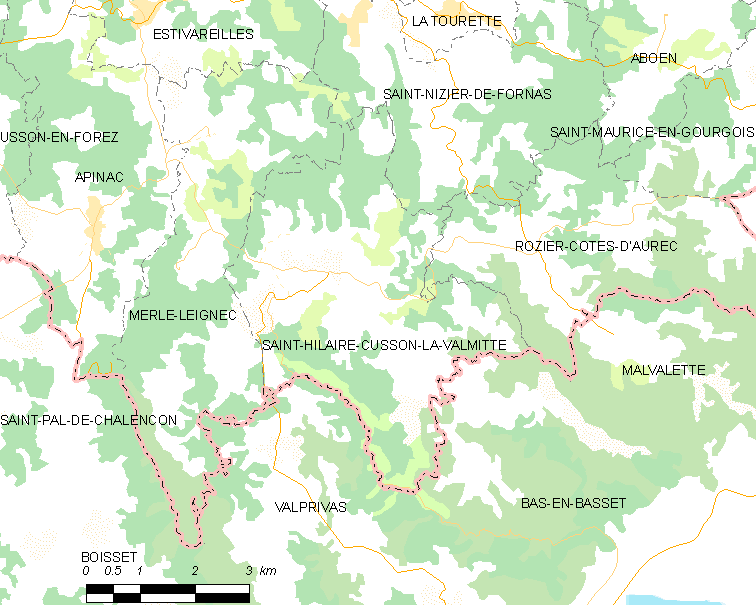
圣伊莱尔-屈松-拉瓦尔米特的OSM定位图

圣伊莱尔-屈松-拉瓦尔米特的时区为UTC+01:00、UTC+02:00（夏令时）。

## 行政
圣伊莱尔-屈松-拉瓦尔米特的邮政编码为42380，INSEE市镇编码为42235。

## 政治
圣伊莱尔-屈松-拉瓦尔米特所属的省级选区为圣瑞斯特-圣朗贝尔县。

## 人口

1962-2008年间圣伊莱尔-屈松-拉瓦尔米特人口变化图示

圣伊莱尔-屈松-拉瓦尔米特于2022年1月1日时的人口数量为334人。